# Мамедов, Мухтар Искендер оглы
Мухтар Искендер оглы Мамедов (азерб. Muxtar İsgəndər oğlu Məmmədov; 14 мая 1901, Карадаглы — 31 марта 1980, Агдам) — советский азербайджанский агроном, Герой Социалистического Труда.

## Биография
Родился 14 мая 1901 года в селе Карадаглы Шушинского уезда Елизаветпольской губернии (ныне Агдамский район Азербайджана).
Начал трудовую деятельность в 1932 году на колхозе имени Орджоникидзе Агдамского района, позже работал в Бойахмедли-Карвендском потребительском обществе. С 1941 по 1960 год председатель колхоза имени Орджоникидзе, с 1960 по 1979 год — агроном в колхозе имени Тельмана Агдамского района. В 1950 году получил урожай хлопка 53,1 центнеров с гектара на площади 210 гектаров.
Указом Президиума Верховного Совета СССР от 25 июля 1951 года за получение высоких урожаев хлопка в 1950 году на поливных землях Мамедову Мухтару Искендер оглы присвоено звание Героя Социалистического Труда с вручением ордена Ленина и золотой медали «Серп и Молот».
Делегат XVIII, XIX, XX, XXI и XXII съездов Коммунистической партии Азербайджанской ССР.
Кавалер Ордена Ленина и Ордена Трудового Красного Знамени.
Скончался 31 марта 1980 года на 79 году жизни в городе Агдам.
Является братом Героя Социалистического Труда Мамеда Мамедова.